# Afrocandezea tutseki
Afrocandezea tutseki es un coleóptero de la familia Chrysomelidae. Fue descrita científicamente por primera vez en 2002 por Wagner & Scherz.